# Lasioptera piriqueta
Lasioptera piriqueta är en tvåvingeart som beskrevs av Ephraim Porter Felt 1917. Lasioptera piriqueta ingår i släktet Lasioptera och familjen gallmyggor.
Artens utbredningsområde är Puerto Rico. Inga underarter finns listade i Catalogue of Life.